# Джинальский хребет
Джина́льский хребе́т (кабард.-черк. Жэнал тхы) — местное название Пастбищного хребта в Ставропольском крае и Кабардино-Балкарии. Его отроги примыкают к городу Кисловодску с востока и юга (Кичмалкинский хребет).
Хребет представляет собой куэсту, сложенную известняками и песчаниками мелового возраста. Высшая точка — гора Верхний Джинал (1542 м). На хребте насчитывается большое количество пещер. На склонах произрастает степная растительность.
На северном склоне хребта берут своё начало реки Юца, Джуца, Псиншоко, Золка с большим количеством притоков и ряд более мелких рек.

## Иллюстрации

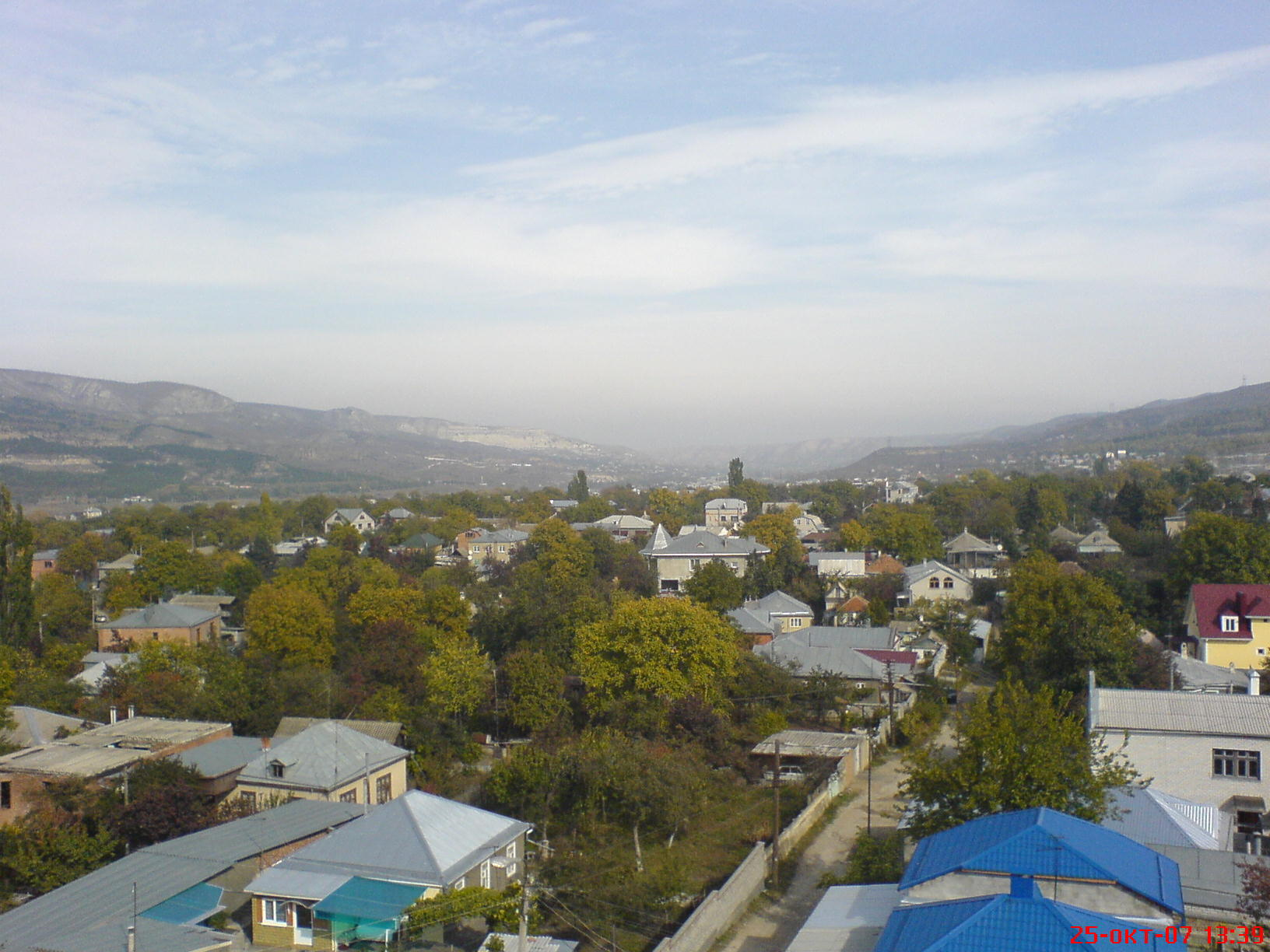
Ущелье р. Подкумок, слева Боргустанский хребет, справа Джинальский. Вид с из г. Кисловодск (ул. Калинина)
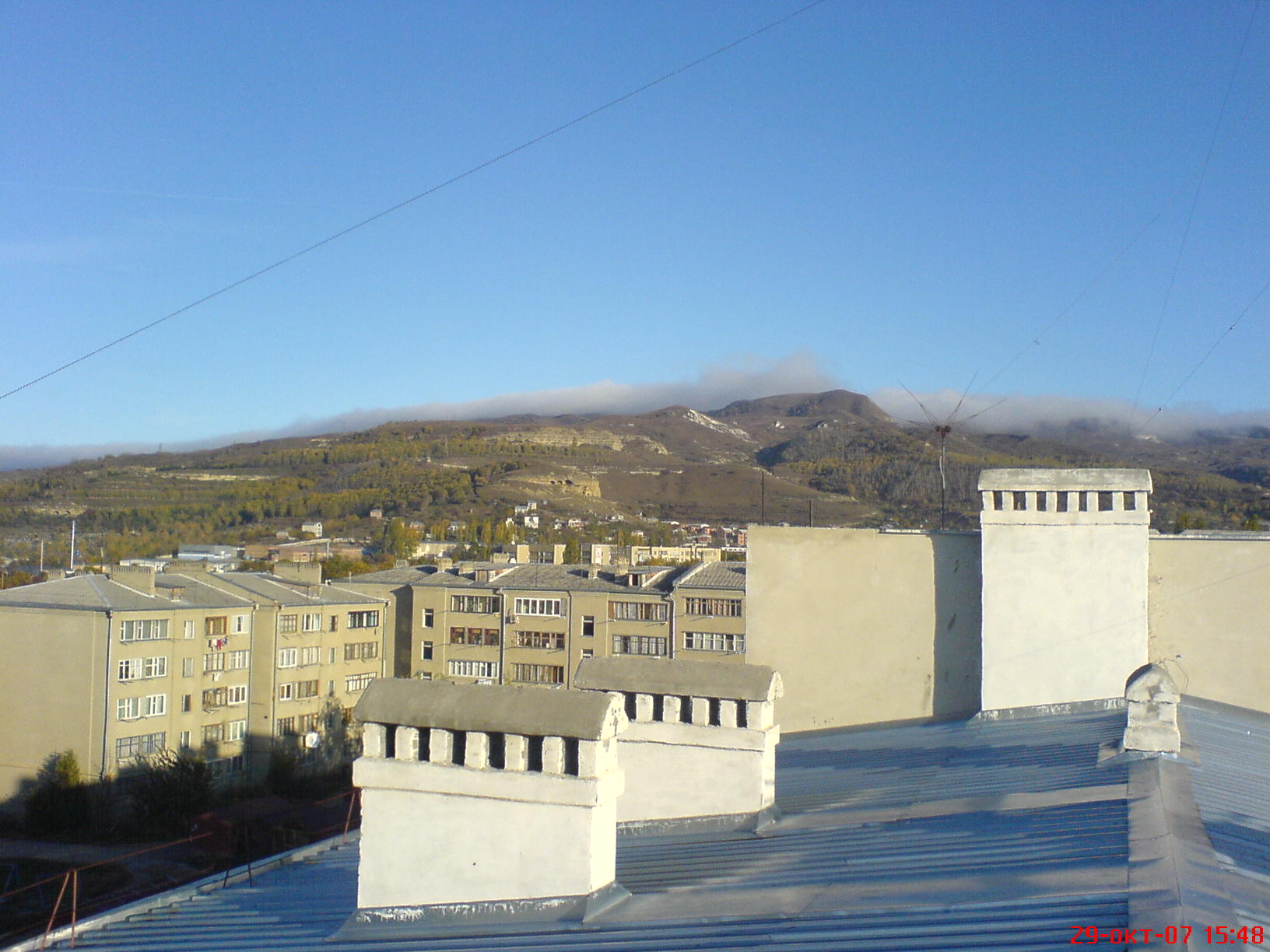
г. Кабан, Джинальский хребет, вид с из г. Кисловодск (ул. Калинина)
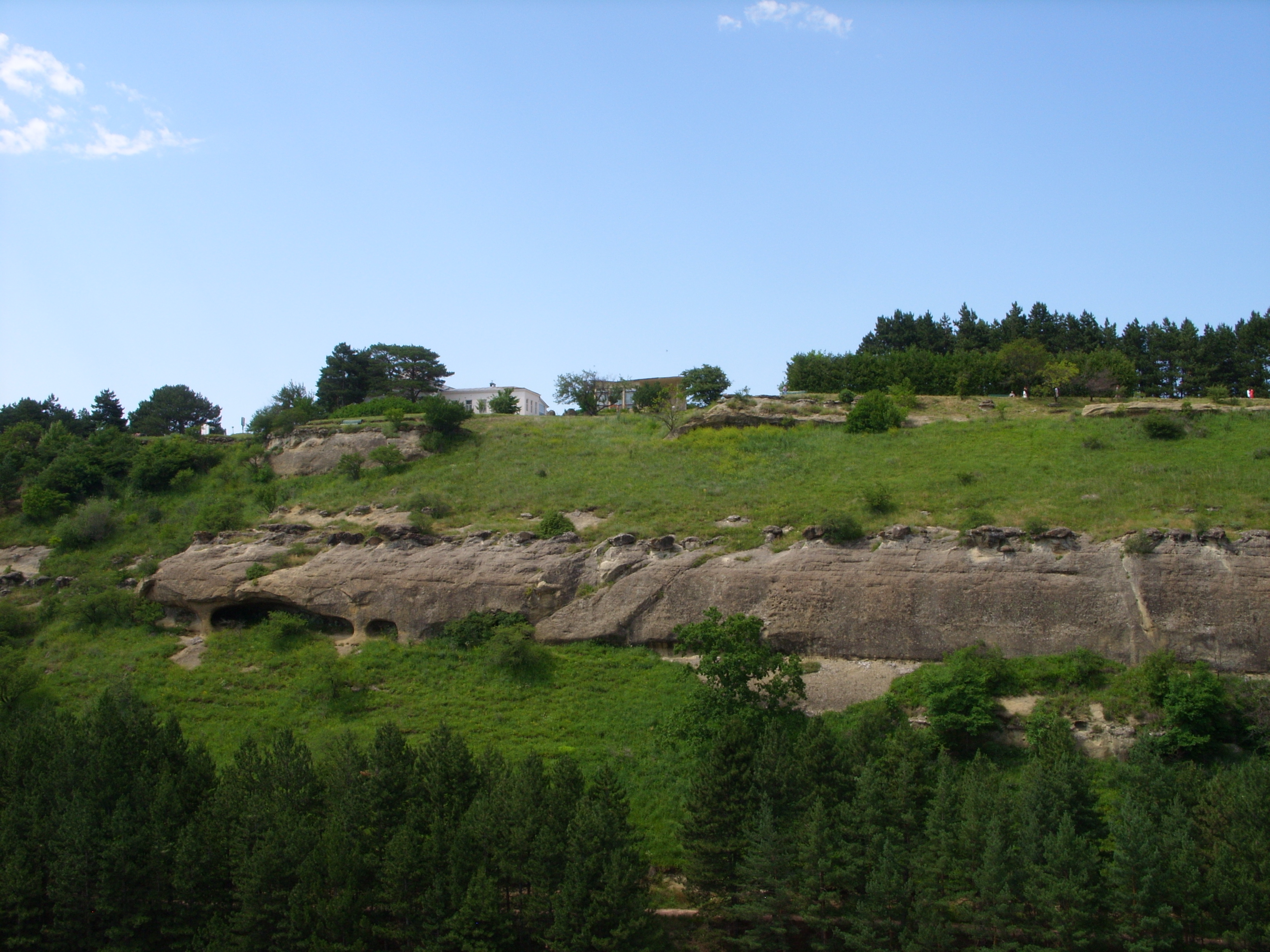
Склон Джинальского хребта у Кисловодска
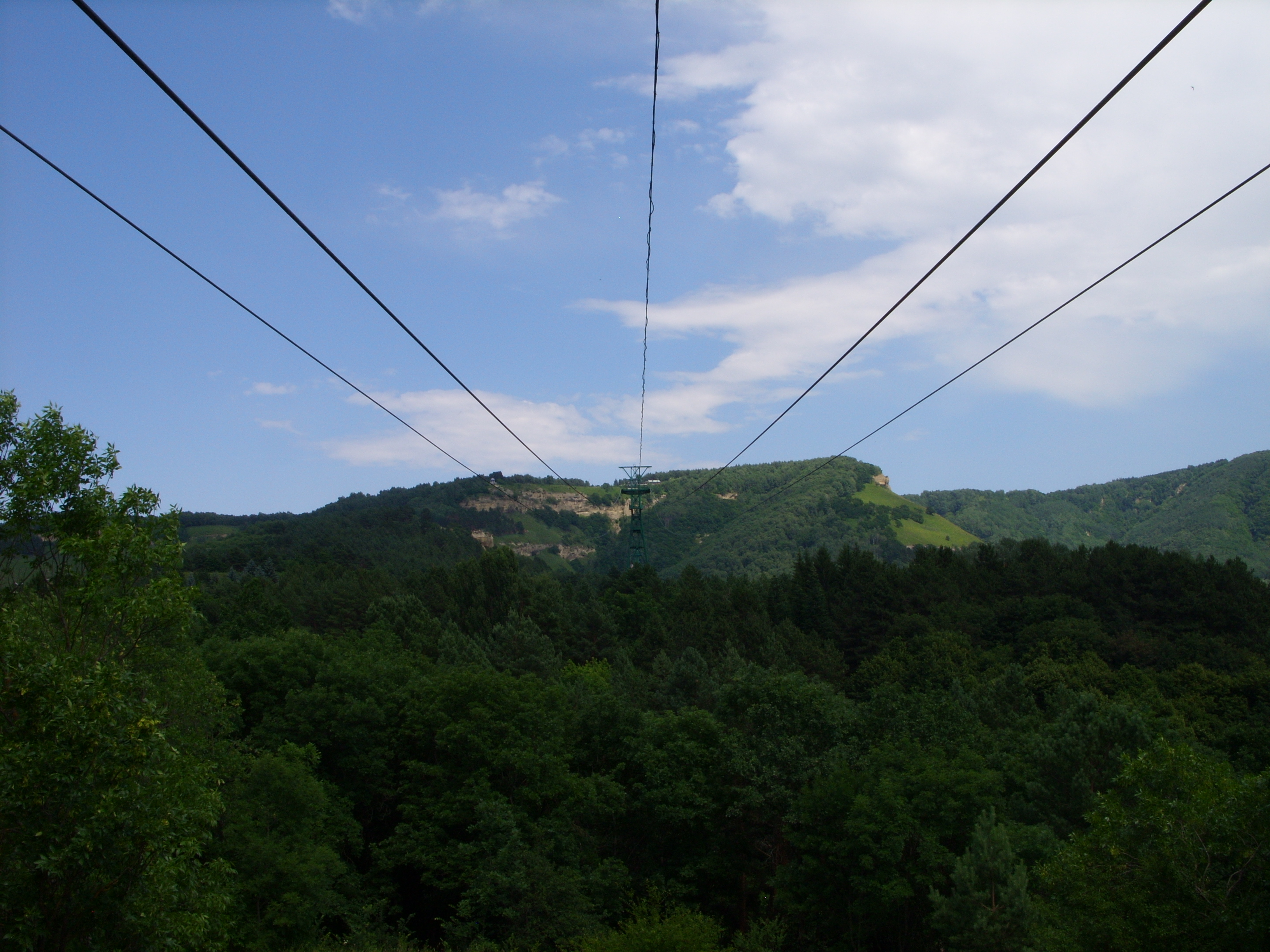
Канатная дорога на гору Красное Солнышко (Кисловодск)
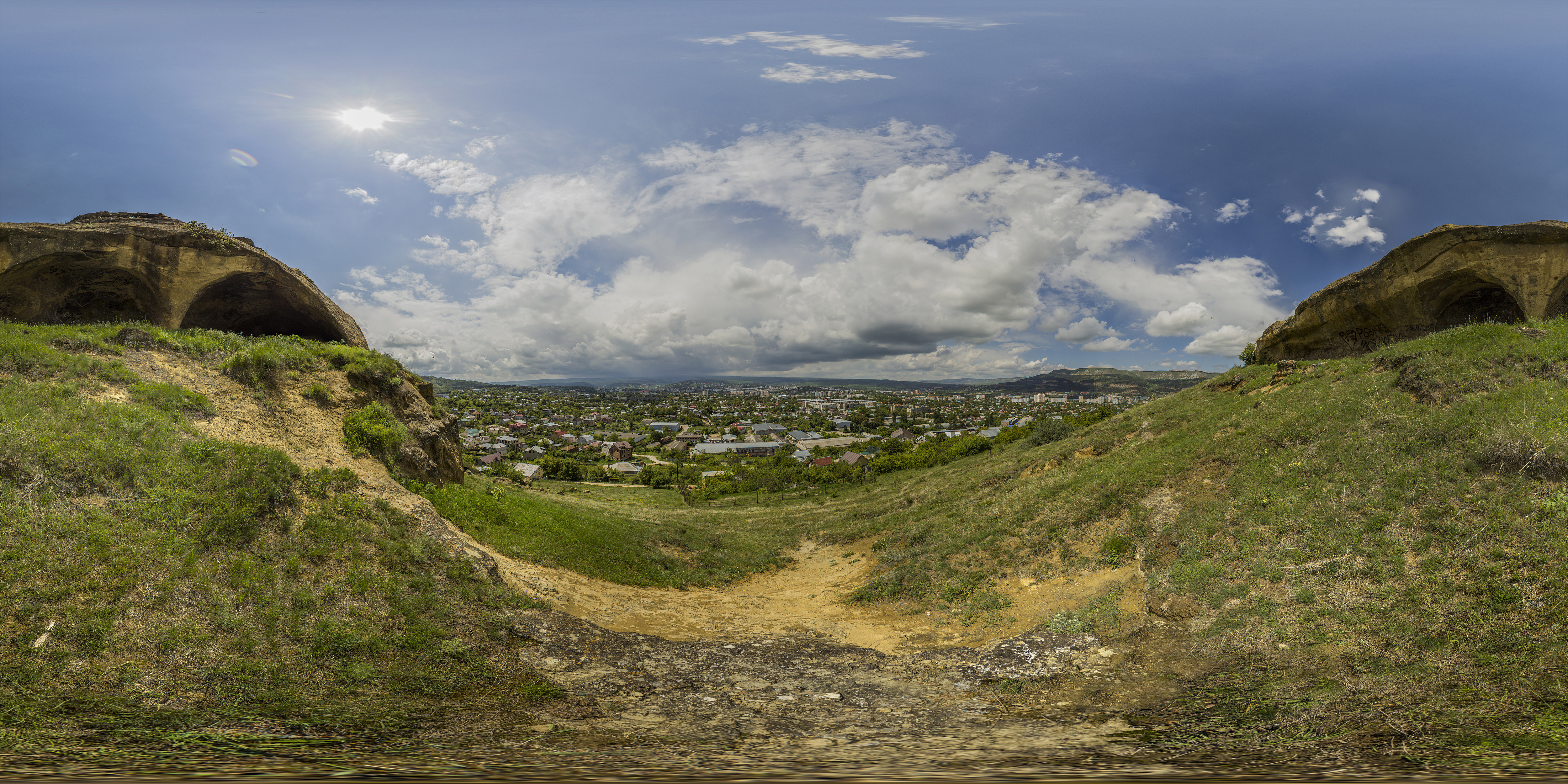
Джинальский хребет, пещеры Три печки и вид на Кисловодск